# Cobeña
Cobeña é um município da Espanha, na província e comunidade autônoma de Madrid. Tem 20,8 km² de área e em 2021 tinha 7 444 habitantes (densidade: 357,9 hab./km²). Limita com os municípios de Ajalvir, Algete, Daganzo de Arriba, Paracuellos de Jarama e San Sebastián de los Reyes.